# 弾道ミサイル早期警戒システム
弾道ミサイル早期警戒システム（だんどうミサイルそうきけいかいシステム Ballistic Missile Early Warning System, BMEWS）は、弾道ミサイル攻撃を警戒する目的のレーダー網である。冷戦期にソビエト連邦から、主にアメリカ合衆国やカナダ、イギリスに対する攻撃の警戒にあたるために構築された。

## 概要
1959年からシステムは構築が開始された。北極越えで来るソ連からの大陸間弾道ミサイル攻撃に対処するために、北極圏に近い3箇所にレーダーサイトが構築された。レーダーサイトは以下の通り。

弾道ミサイル早期警戒システムを構成する各基地とそのレーダーの被覆域

- サイトI：チューレ空軍基地[1] - グリーンランド・アメリカ空軍が1960年より運用開始
- サイトII：クリアー空軍基地 - Clear Space Force Station[1] - アラスカ州・アメリカ空軍が1961年より運用、2001年よりen:PAVE PAWSに移行
- サイトIII：フィリングデール空軍基地 Fylingdales[1] - イギリス・イギリス空軍が1962年より運用開始

レーダー情報はコロラド州コロラドスプリングスのNORADに送られ、そこで情報の評価が行われる。
システムの開発は、1958年までにトリニダード島において行われていた。これはフロリダ半島（大西洋ミサイル発射場）より試験発射される弾道ミサイルを利用してレーダーの試験を行った。

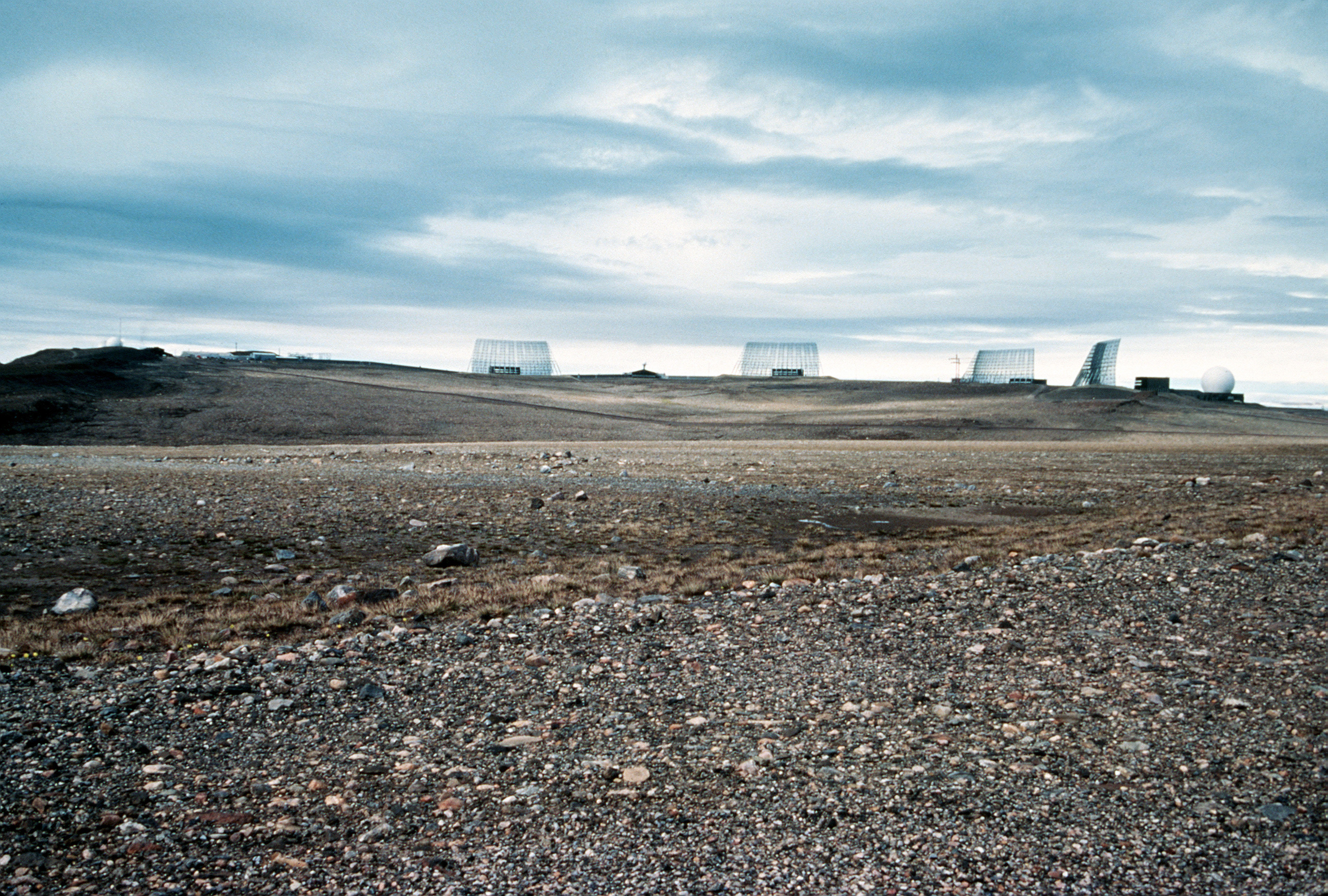
チューレ空軍基地の4基のAN/FPS-50レーダー

最初のシステムには、AN/FPS-50およびAN/FPS-49が用いられた。AN/FPS-50は、高さ50m、幅122mの網状の固定レーダーであり、Lバンドの帯域を用い、通常5,500kmの探知範囲を持つ。強力な出力を持つ大型レーダーではあるが、精度が高くないため、主に方向のみの探知に用いられた。AN/FPS-50は1基で40度の範囲をカバーしている。AN/FPS-49はミサイル追跡用のレーダーであり、直径26mの大きさを持ち、1秒間に32度で回転することができた。レーダードームの高さは約43mにも達した。信号処理にはIBM 7094メインフレームが使用された。なお、BMEWSが完全に稼動したのは1960年代初期のことである。
チューレ空軍基地ではAN/FPS-50を4基(160度)設置し、AN/FPS-49を1基設置した。フィリングデール空軍基地ではAN/FPS-49のみを3基設置している。
クリアー空軍基地ではAN/FPS-50を3基(120度)設置し、後にAN/FPS-49を改良したAN/FPS-92を1基設置している。後にチューレおよびフィリングデールでもAN/FPS-92に更新している。
1960年には、システムが誤警報を発する事件がおきている。これは、レーダー出力が強力であったために、水平線上の現れた月にレーダー波が反射し、それを感知・警報を発したというものである。担当者は、誤警報であることに気付いたため、実戦部隊の出動等は行われなかった。この事件の後、月からの反射は無視するように設定が変更されている。

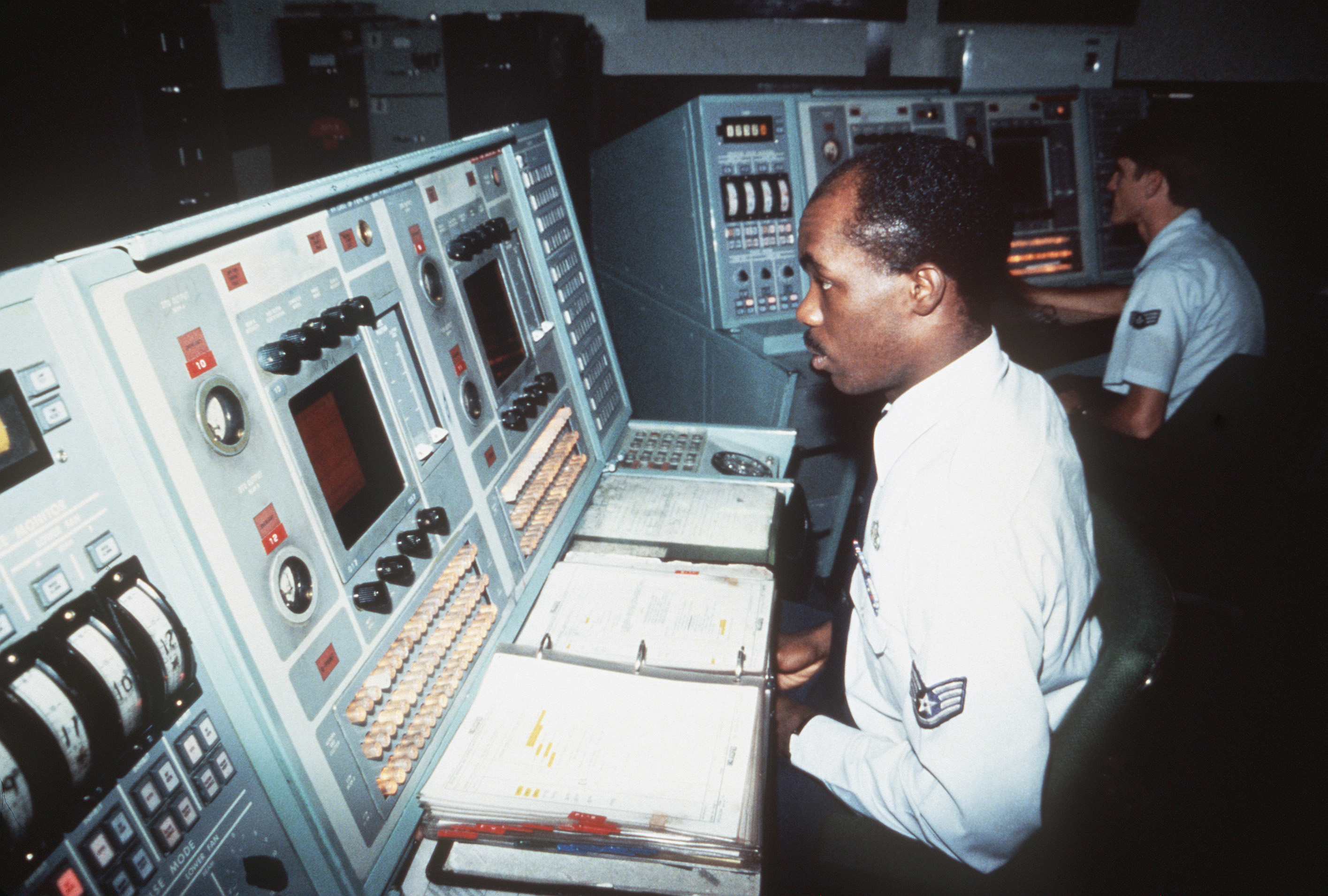
BMEWSのオペレーター

なお、チューレ空軍基地のレーダーは、1987年にAN/FPS-120フェーズドアレイレーダー（2面240度）に更新され、フィリングデールも1992年に同等のAN/FPS-126フェーズドアレイレーダー（3面360度）に更新された。クリアー空軍基地は2001年にAN/FPS-115 フェーズドアレイレーダーに更新され、BMEWSから外れPAVE PAWSに組み入れられた。